# 18 юни
18 юни е 169-ият ден в годината според григорианския календар (170-и през високосна). Остават 196 дни до края на годината.

## Събития
- 1429 г. – Френските сили под командването на Жана д'Арк разгромяват основната английска армия в Битката при Пате – тази победа обръща хода на Стогодишната война.
- 1583 г. – В Лондон е извършена първата Застраховка Живот.
- 1648 г. – Богдан Хмелницки се обръща към Москва за присъединяване на Украйна към Русия.
- 1812 г. – Британско-американска война: Конгресът на САЩ приема декларация, с която обявява война на Обединеното кралство.
- 1815 г. – В Битката при Ватерлоо Наполеон I претърпява поражение, което довежда до неговата повторна и окончателна абдикация от френския престол.
- 1837 г. – В Испания е приета нова конституция.
- 1854 г. – Георги Раковски напуска тайно Цариград и начело на чета се отправя към Стара планина.
- 1903 г. – В Сан Франциско е даден старта на първото автомобилно рали от западния до източния бряг, което завършва след 3 месеца в Ню Йорк.
- 1928 г. – Амелия Еърхарт става първата жена, която прелита над Атлантическия океан със самолет (като пътник).
- 1937 г. – Руските пилоти Валерий Чкалов, Георгий Байдуков и Александър Беляков излитат от Москва по посока на САЩ през Северния полюс без междинно кацане; полетът приключва успешно на 20 юни във Ванкувър.
- 1940 г. – Втора световна война: Шарл дьо Гол прави обръщение към френския народ, последвало окупацията на Франция от Нацистка Германия, в което призовава да се подкрепи Френската съпротива.
- 1942 г. – Втората световна война: Започва бой в църквата Св. св. Кирил и Методий в Прага между седмина участници в чешката съпротива и обкръжилите ги части на Гестапо.
- 1946 г. – Италия е провъзгласена за република след референдум.
- 1947 г. – Народна република България възстановява дипломатическите си отношения с Унгария.
- 1953 г. – В Египет е премахната монархията и установена република. Генерал Мохамед Нагиб е избран за президент на Египет.
- 1953 г. – Във Франция е основано Френско психоаналитично общество.
- 1967 г. – В САЩ – Калифорния, на Поп Фестивала в Мотереи, Джими Хендрикс подпалва китарата си.
- 1972 г. – Въздушната катастрофа в Стейнс: 118 души загиват, след като самолетът „Хоукър Сидели Трейдънт 1C“ катастрофира минути след излитане от лондонското летище „Хийтроу“.
- 1979 г. – Във Виена САЩ и СССР подписват споразумение за ограничаване на стратегическите оръжия САЛТ 2.
- 1983 г. – Астронавтката Сали Райд става първата американка, летяла в космоса.
- 1989 г. – Бирма официално приема новото име Мианмар.
- 2001 г. – Кметът на София Стефан Софиянски, подкрепен от Евгений Бакърджиев, иска оставката на Иван Костов, като лидер на СДС, заради тежката изборна загуба.
- 2006 г. – Казахстан изстрелва успешно първия си изкуствен спътник – КазСат.
- 2023 г. – Американската подводница „Титан“, собственост на OceanGate, претърпява имплозия, докато плава към останките на „Титаник“. Загиват всички петима души на борда.

## Родени
- 1332 г. – Йоан V Палеолог, византийски император († 1391 г.)
- 1466 г. – Отавиано Петручи, италиански художник († 1539 г.)
- 1511 г. – Бартоломео Аманати, италиански архитект и скулптор († 1592 г.)
- 1788 г. – Карл Сигизмунд Кунт, германски ботаник († 1850 г.)
- 1845 г. – Шарл Лаверан, френски лекар, Нобелов лауреат († 1922 г.)
- 1868 г. – Миклош Хорти, унгарски адмирал и регент († 1957 г.)
- 1882 г. – Георги Димитров, български политик († 1949 г.)
- 1901 г. – Велика княгиня Анастасия Николаевна († 1918 г.)
- 1902 г. – Петко Задгорски, български художник († 1974 г.)
- 1903 г. – Реймон Радиге, френски писател († 1923 г.)
- 1905 г. – Леонид Лавровски, съветски балетмайстор († 1967 г.)
- 1907 г. – Варлам Шаламов, писател, поет, публицист († 1982 г.)
- 1911 г. – Тодор Берберов, български преводач († 1988 г.)
- 1912 г. – Мустафа Шарков, български духовник, деец от Дружба Родина († ? г.)
- 1927 г. – Симеон Пиронков, български композитор († 2000 г.)
- 1929 г. – Любомир Каролеев, български диригент († 1995 г.)
- 1929 г. – Юрген Хабермас, германски философ и социолог
- 1933 г. – Носрат Песешкиян, ирански невролог († 2010 г.)
- 1936 г. – Денис Хълм, новозеландски автомобилен пилот от Формула 1 († 1992 г.)
- 1936 г. – Цветана Енева, българска актриса
- 1940 г. – Мирям Преслер, немска писателка († 2019 г.)
- 1942 г. – Пол Маккартни, британски музикант (The Beatles)
- 1942 г. – Табо Мбеки, президент на ЮАР
- 1942 г. – Пол Маккартни, музикант
- 1944 г. – Веселин Близнаков, български политик
- 1946 г. – Гордън Мъри, южноафрикански дизайнер от Формула 1
- 1946 г. – Йордан Филипов, български футболист († 1996 г.)
- 1946 г. – Фабио Капело, италиански футболист и треньор
- 1947 г. – Димитър Герасимов, български актьор († 2023 г.)
- 1949 г. – Лех Качински, полски политик († 2010 г.)
- 1952 г. – Изабела Роселини, италианска актриса и модел
- 1963 г. – Джеф Милс, американски DJ
- 1963 г. – Дизи Рийд, американски музикант
- 1963 г. – Румен Радев, български политик
- 1970 г. – Арсен Йегиазарян, арменски шахматист
- 1973 г. – Жули Депардийо, френска киноактриса и певица
- 1975 г. – Мари Жилен, белгийска актриса
- 1981 г. – Кирил Ивайлов, български актьор
- 1982 г. – Марко Бориело, италиански футболист
- 1984 г. – Ричард Еромоигбе, нигерийски футболист
- 1987 г. – Марсело Морено, боливийски футболист
- 1991 г. – Уила Холанд, американски модел и актриса

## Починали
- 741 г. – Лъв III, византийски император (* ок. 675 г.)
- 1155 г. – Арнолд Брешански, италиански религиозен деец (* ок. 1100 г.)
- 1291 г. – Алфонсо III, крал на Арагон (* 1265 г.)
- 1726 г. – Мишел-Ришар Делаланд, френски композитор (* 1657 г.)
- 1861 г. – Итън Ходжкинсън, английски инженер (* 1789 г.)
- 1912 г. – Милован Милованович, сръбски министър-председател (* 1863 г.)
- 1913 г. – Гоце Мазнов, български революционер (* 1889 г.)
- 1913 г. – Христо Батанджиев, български революционер (* неизв.)
- 1916 г. – Хелмут фон Молтке, германски военачалник (* 1848 г.)
- 1923 г. – Христо Смирненски, български поет (* 1898 г.)
- 1926 г. – Олга Константиновна, кралица на гърците (* 1851 г.)
- 1928 г. – Руал Амундсен, норвежки полярен изследовател (* 1872 г.)
- 1934 г. – Панайот Бърнев, български военен деец (* 1859 г.)
- 1936 г. – Максим Горки, руски писател (* 1868 г.)
- 1942 г. – Йозеф Габчик, чехословашки войник (* 1923 г.)
- 1944 г. – Виолета Якова, деец на РМС (* 1912 г.)
- 1952 г. – Ефим Боголюбов, украински/немски шахматист (* 1889 г.)
- 1959 г. – Етел Баримор, американска актриса (* 1879 г.)
- 1962 г. – Алексей Антонов, съветски военачалник (* 1896 г.)
- 1963 г. – Херман Свобода, австрийски психолог (* 1873 г.)
- 1968 г. – Фернанду Монтейру ди Кащру Сороменю, португалски журналист и писател (* 1910 г.)
- 1971 г. – Паул Карер, швейцарски биохимик, Нобелов лауреат през 1937 (* 1889 г.)
- 1974 г. – Георгий Жуков, маршал на Съветския съюз (* 1896 г.)
- 1980 г. – Казимеж Куратовски, полски математик (* 1896 г.)
- 2000 г. – Антон Горчев, български актьор (* 1939 г.)
- 2006 г. – Джика Петреску, румънски композитор и певец (* 1915 г.)
- 2006 г. – Соня Кънчева, българска народна певица (* 1929 г.)
- 2009 г. – Енчо Мутафов, български литературен и художествен критик (* 1943 г.)
- 2010 г. – Жузе Сарамагу, португалски писател, Нобелов лауреат (* 1922 г.)
- 2024 г. – Анук Еме, френска киноактриса (* 1932 г.)

## Празници
- Световен ден на филателията – На този ден през 1926 г. в Париж е основана Международната организация по филателия
- Ден на достойнството на болните от аутизъм (Autistic Pride Day) – чества се от 2005 г.
- Република Сейшели – Ден на конституцията (1993 г., национален празник)
- Египет – Ден на евакуацията (съвременно издание на някогашния Ден на Нил)